# Pablo Aitor Bernal
Pablo Aitor Bernal Rosique (Alhama de Murcia, España, 25 de agosto de 1986) es un ciclista español. Obtuvo en los Juegos Olímpicos de Londres un diploma olímpico y fue campeón en 2010 de la Copa del Mundo. También ha finalizó en dos ocasiones en la quinta posición en el Mundial y fue en ocho ocasiones campeón de España, además de contar con el récord de España en persecución por equipos.

## Biografía
Siempre compaginó desde las categorías bases la carretera y la pista. Corrió con Alfus Tedes, Universidad Politécnica de Valencia, pero sus mejores resultados los consiguió en la pista. Medalla en el europeo junior, campeón de España sub-23 de Scratch, gran progresión la que ha llevado el ciclista murciano.
Se afianzó en la selección española de pista, siendo integrante de la cuarteta haciendo podiums en distintas copas del mundo como Cali o Manchester y disputaría las olimpiadas de 2012 en Londres consiguiendo el diploma olímpico.

## Palmarés
2006
- 2.º en el Campeonato de España Persecución por Equipos (haciendo equipo con Eloy Teruel, David Calatayud y Pedro José Vera)

2007
- 2.º en Campeonato Nacional, Pista, Persecución, U-23, España, España
- 1.º en Campeonato Nacional, Pista, Scratch, Sub-23, España, España
- 2.º en Campeonato Nacional, Pista, Persecución por Equipos, Elite, España, España

2009
- 2.º en el Campeonato de España Persecución por Equipos (haciendo equipo con Eloy Teruel, David Calatayud y Pedro José Fructuoso)

2010
- 3.º en Cali, Persecución por Equipos (a), Cali (Valle del Cauca), Colombia
- 3.º en Mánchester, Persecución por Equipos, Manchester (Mánchester), Reino Unido
- 2.º en Campeonato Nacional, Pista, 1 km, Elite, España, España
- 2.º en Campeonato Nacional, Pista, Persecución por Equipos, Elite, España, España

2011
- 2.º en el Campeonato de España Persecución por Equipos (haciendo equipo con Eloy Teruel, Rubén Fernández y Fernando Reche)
- 3.º en Mánchester, Persecución por Equipos, Manchester (Mánchester), Reino Unido
- 2.º en Campeonato Nacional, Pista, 1 km, Elite, España, España

2012
- 2.º en el Campeonato de España Persecución por Equipos (haciendo equipo con Eloy Teruel, Rubén Fernández y Salvador Guardiola)
- 2.º en Campeonato Nacional, Pista, 1 km, Elite, España, España

2013
- 1.º en Campeonato de Murcia, Ruta, Contrarreloj Individual, Elite, España, España
- 3.º en Clásica Isaac Gálvez, (Vilanova I La Geltru (Cataluña)), España
- 3.º en Campeonato Nacional, Pista, 1 km, Elite, España, España
- 3.º en Campeonato Nacional, Pista, Persecución, Elite, España, España

## Equipos
- 3 Molinos Resort Murcia Turística (2005-2007)
- Comunidad Valenciana (2009)
- RLBK-Albacete (2014)